# Hill Valley
Hill Valley è la cittadina immaginaria dove sono ambientate le avventure della trilogia cinematografica statunitense di Ritorno al futuro e dove abitano tutti i personaggi della serie.
Nella realtà, è stata ambientata soprattutto all'interno degli Universal Studios di Los Angeles, in alcuni sobborghi di Los Angeles e nei sobborghi del nord California.

## Hill Valley nel 1985
Nel 1985, anno di partenza e di arrivo dei primi viaggi nel tempo nei film (nonché anno di inizio delle riprese della saga nella realtà), Hill Valley rispecchia una tipica e tranquilla cittadina della società americana dell'epoca (il cartello di benvenuto della località, in tutti e tre i film, sottotitola «A nice place to live», "Un posto grazioso in cui vivere"). Il sindaco è Goldie Wilson, mentre la scuola superiore di Marty, piena di graffiti, è diretta dal severo preside Strickland.
Inizialmente, la produzione scelse, come luogo per le riprese del primo film, la reale cittadina di Petaluma, nord California, ma i costi proibitivi per modificarla in stile anni cinquanta fecero optare per gli studi Universal di Los Angeles. Fulcro principale di Hill Valley è la sua piazza principale, dove ha sede il Municipio/Tribunale, chiamata Courthouse Square. Sul suddetto finto Palazzo venne posizionato un famoso orologio a numeri romani, uno dei simboli di riferimento di tutta la saga di Ritorno al futuro, quello che, nella storia, verrà danneggiato dal fulmine che lo colpirà il 12 novembre 1955 alle 22:04 e non verrà mai riparato. Tale centro cittadino di Hill Valley fu utilizzato per molti altri film, tra i quali il primissimo episodio de Ai confini della realtà (episodio "La barriera della solitudine"), Bye, Bye Birdie (1969), Gremlins (1984), quindi, successivamente alla saga, per il videoclip di Why Don't You Get a Job? (1998) degli Offspring e Una settimana da Dio (2003). Tuttavia, il finto Palazzo del Tribunale fu oggetto di due importanti incendi avvenuti negli Studios (il primo del 1990, l'altro del 1997) ed entrambe le volte ricostruito.
Secondo l'idea iniziale di Bob Gale, Hill Valley fu fondata nel nord California, nella seconda metà del XIX secolo, nelle montagne della Sierra Nevada, così come si evince anche in una mappa ferroviaria di Ritorno al futuro - Parte III. Inoltre, nelle scene di tutti e tre i film ricorre spesso l'ingresso alla contea dove è situata Hill Valley, chiamata “Lyon Estates”, letteralmente “Tenute del Leone”, ingresso appunto piantonato da due piccole statue leonine, costruite negli Universal Studios di Los Angeles e collocate per le riprese a Sandusky Avenue angolo Kagel Canyon Road, a Pacoima, California.

Altri luoghi di Hill Valley nel 1985 sono stati presi da vere locations, cioè fuori dagli studi cinematografici, quali:
- la casa e la via dove abita Marty, si trova al 9093 di Roslyndale Avenue, ad Arleta (California).
- Il parcheggio del Twin Pines Mall dove avviene il primo viaggio nel tempo è, in realtà, il parcheggio del centro commerciale al 1600, South Azusa Avenue, City of Industry, Los Angeles, California, mentre appena arrivano nel 1955 la DeLorean colpisce la vecchia casetta di legno del Golden Oak Ranch, complesso di proprietà di The Walt Disney Studios, nella zona di Santa Clarita, California.

## Hill Valley nel 1955
Nel 1955, Hill Valley è una città allegra e pulita, tanto che quando Marty vede la scuola, già diretta dal signor Strickland, si accorge subito che non vi sono presenti i graffiti che invece la tappezzeranno nell'anno da cui proviene. Il sindaco nel 1955 è Red Thomas, che si fa pubblicità come farà Goldie Wilson nel 1985. In quell'anno Wilson è un cameriere che si sta appassionando di politica e lavora al bar dove Marty vede suo padre George da giovane, il quale abita ancora con i suoi genitori presso Sycamore Street, che, nella realtà, è una casa al 1711 di Bushnell Avenue, South Pasadena, California; sulla stessa strada sono state girate anche le inquadrature per le case di Lorraine e di Biff. Il luogo dove vengono posti i due leoni d'ingresso "Lyon Estates" invece, si trova sulla statale Chino-Corona Road, a Chino, California. Tutti gli esterni e gli interni della scuola di Hill Valley sono stati effettuati presso la reale scuola "Whittier High School", al 417 Philadelphia Street, Whittier, di Los Angeles, tranne il salone della festa del "Ballo Incanto sotto il mare", girata nella palestra della Hollywood United Methodist Church, 6817 Franklin Avenue, Hollywood (CA). Il piccolo tunnel stradale che percorre Biff nel 1955, dove Marty recupera l'Almanacco, si trova sulla Mt. Hollywood Drive, a sua volta sottostante alla collina dell'Osservatorio astronomico Griffith di Los Angeles.

## Hill Valley nel 2015
Nel 2015 Hill Valley appare come una città futuristica, con la stazione di servizio Texaco modernizzata, cartelloni pubblicitari in 3D, un'autostrada aerea per auto volanti e il "Cafè '80", un bar per nostalgici in cui si trovano oggetti degli anni ottanta, dove non ci sono più i baristi ma semplici monitor al servizio dei clienti. All'esterno del tribunale, il cui orologio è fermo ormai da 60 anni, sorge un piccolo lago.

Nel 2015 inoltre, compare la zona residenziale di Hilldale, appena fuori Hill Valley, dove Marty e Jennifer McFly andranno ad abitare. La vera location utilizzata per la Hilldale del 2015 è Oakhurst Street angolo Somerset Avenue, a El Monte, California, mentre per quella del 1985 è Doris Avenue angolo Oxford Drive, a Oxnard, California.
Nei giorni intorno al 21 ottobre 2015, data di arrivo del viaggio nel futuro, in California sono stati organizzati numerosi tour tematici dei posti dove sono stati girati i film, come gli Universal studios e altri posti intorno a Los Angeles

## Hill Valley nel 1985-A (Alternativo)
Nella linea del tempo alternativa causata dalle alterazioni generatesi dopo che il vecchio Biff Tannen del 2015 va nel 1955 rubando la macchina del tempo e dà l'Almanacco Sportivo a sé stesso da giovane, la Hill Valley del 1985 si trasforma una città allo sbando, come si evince anche dal cartello d'ingresso caduto per terra dove inciampa Marty, con la scritta "Hill Valley" che è stata vandalizzata trasformandola in "Hell Valley", letteralmente "valle dell'inferno"; la scuola è stata incendiata sei anni prima, l'ex preside Strickland è protagonista di continue sparatorie con i teppisti della città, il quartiere è in rovina ed al posto del tribunale si trova un enorme hotel con casinò di proprietà dello stesso Biff, diventato ricco e potente grazie alle scommesse sugli eventi sportivi futuri, di cui sapeva in anticipo i risultati grazie all'Almanacco. Le magistrali ricostruzioni delle scene futuristiche di Spielberg hanno comunque una base di inquadratura originale del palazzo Biff's Pleasure Paradise che, in realtà è il palazzo dell'Hilton Hotel al 555, Universal City Parkway, Universal City, California.

## Hill Valley nel 1885
È l'ambientazione di Ritorno al futuro - Parte III. La cittadina nell'anno 1885 è un paese in stile western, con il saloon, l'ufficio dello sceriffo, la bottega del maniscalco, alcuni negozi e poche case. È in costruzione il futuro Palazzo/tribunale, con l'orologio appena costruito, che verrà inaugurato durante la festa del paese. Secondo l'idea iniziale di Bob Gale, Hill Valley fu fondata nel nord California, nella seconda metà del XIX secolo, nelle montagne della Sierra Nevada, così come si evince anche in una mappa ferroviaria, ovvero nella scena quando Doc pianifica la deviazione della locomotiva dalla appena nata linea ferroviaria per San Francisco. Di particolare rilievo nel film rimane il ponte ferroviario Shonash, con l'omonimo burrone, che verrà rinominato burrone Clayton in memoria dell'insegnante di scuola che vi sarebbe caduta dentro, evento temporale poi modificato dall'intervento di Doc. Dopo la visita di Marty, che nel 1885 decide di presentarsi ai cittadini di Hill Valley con il nome di Clint Eastwood, e il suo ritorno al 1985 grazie a una locomotiva poi precipitata nel burrone, vediamo che il ponte cambia di nuovo nome: nella nuova versione del 1985, infatti, si chiamerà burrone Eastwood, come si può facilmente leggere su una targa non appena Marty torna nel presente.
Le vere location delle riprese, avvennero nelle campagne della cittadina di Sonora, nel nord della California, con scenografie opportunamente modificate da Steven Spielberg, compreso il burrone Shonash che, realmente, si trova sulla Red Hills Road a 6 miglia sud-ovest circa dal paese di Chinese Camp, California.

## Luoghi di Hill Valley nel tempo
Questa è una tabella di alcuni luoghi più importanti di Hill Valley che cambiano negli anni 1885, 1955, 1985, 1985A (alternativo) e 2015
| N. | 1885                                                                          | 1955                                          | 1985 | 1985A                                                                    | 2015                                                                               |
| -- | ----------------------------------------------------------------------------- | --------------------------------------------- | --- | ------------------------------------------------------------------------ | ---------------------------------------------------------------------------------- |
| 1  | Palazzo di giustizia di Hill Valley con l'orologio del paese (in costruzione) | Palazzo di giustizia di Hill Valley           | Servizi sociali | Biff Tannen's Pleasure Paradise Casino & Hotel e Il museo di Biff Tannen | Supermercato del palazzo di giustizia di Hill Valley                               |
| 2  | Palace Saloon                                                                 | Lou's café                                    | Centro di fitness e aerobica di Lou                                                                                          | Zona bar di guerra                                                       | Cafe 80's                                                                          |
| 3  | Negozio di Docs Blacksmith (costruzione diversa)                              | Distributore di benzina Texaco                | Stazione di gas e cibo Texaco                                                                                                | sconosciuto                                                              | 7-Eleven (primo piano) e distributore automatico carburante Texaco (secondo piano) |
| 4  | Inesistente                                                                   | Lyon Estates (in costruzione)                 | Lyon Estates (quartiere di classe media)                                                                                     | Lyon Estates (quartiere allo sbando)                                     | Lyon Estates Parkland                                                              |
| 5  | Terra vicino al burrone Shonash                                               | Fattoria vicino al rinominato burrone Clayton | Hilldale (quartiere ricco con case stile anni Ottanta)                                                                       | sconosciuto                                                              | Hilldale (ora quartiere allo sbando)                                               |
| 6  | Scuola di Hill Valley (costruzione diversa)                                   | Scuola superiore di Hill Valley               | Scuola superiore di Hill Valley                                                                                              | Resti della scuola superiore di Hill Valley ( bruciata nel 1979A)        | Scuola superiore di Hill Valley                                                    |
| 7  | Fattoria di McFly                                                             | Fattoria Twin Pines                           | Supermercato Twin Pines (supermercato Lone Pine dopo che Marty distrusse uno dei due pini durante il primo viaggio nel 1955) | Supermercato Lone Pine                                                   | Supermercato Lone Pine                                                             |